# Brunettia soteropolitana
Brunettia soteropolitana és una espècie d'insecte dípter pertanyent a la família dels psicòdids.

## Etimologia
El seu nom científic fa referència al gentilici donat als nadius de la ciutat de Salvador de Bahia, ciutat on es va arreplegar l'espècimen tipus.

## Distribució geogràfica
Es troba a Sud-amèrica: l'estat de Bahia (el Brasil).